# 经过寺
经过寺，位于中国青海省海东市乐都区城马厂乡冰沟村，为青海省市县级文物保护单位，公布日期为1994年8月10日，类型为古建筑。
经过寺的历史年代为清。